# Liste der Kulturdenkmale in Brandis

Wappen von Brandis

In der Liste der Kulturdenkmale in Brandis sind die Kulturdenkmale der sächsischen Stadt Brandis verzeichnet, die bis Mai 2024 vom Landesamt für Denkmalpflege Sachsen erfasst wurden (ohne archäologische Kulturdenkmale). Die Anmerkungen sind zu beachten.
Diese Aufzählung ist eine Teilmenge der Liste der Kulturdenkmale im Landkreis Leipzig.

## Brandis
| Bild                                    | Bezeichnung | Lage                                                        | Datierung | Beschreibung | ID       |
| --------------------------------------- | --- | ----------------------------------------------------------- | --- | --- | -------- |
| Weitere Bilder                          | Stadtpark mit Vase | Am Bahnhof (zwischen Bahnhofstraße und Töpfergasse) (Karte) | 1. Hälfte 20. Jahrhundert | Erweiterung des zum Rittergut gehörenden Schlossparks, gartenhistorisch interessante Anlage. Parkanlage mit altem Baumbestand, Vase in Kunststein. | 08974950 |
|                                         | Bahnhof mit Empfangsgebäude, Wirtschaftsgebäude und Bahnmeisterei | Am Bahnhof 1, 2 (Karte)                                     | 1898 | Bahnstrecke Beucha–Trebsen (BT 6823), gründerzeitliche Ziegelbauten, orts- und eisenbahngeschichtlich von Bedeutung. - Empfangsgebäude: Gemarkung Brandis, zweigeschossiger Massivbau, Bruchsteinsockel (Polygonalmauerwerk), Fenstergewände der Kellerfenster in Sandstein, gelbe Ziegelsteinfassade mit roter Ziegelsteingliederung, Fenstersohlbänke in Sandstein, Satteldach, Treppenaufgänge mit Granitstufen und Eisengeländer, Uhr nicht mehr vorhanden (Stand 2014) - Wirtschaftsgebäude: Gemarkung Brandis, eingeschossiger Massivbau mit langgestrecktem Anbau, L-förmiger Grundriss, gelbe Ziegelsteinfassade mit roter Ziegelsteingliederung - Bahnmeisterei: Am Bahnhof 2, etwas abseits vom eigentlichen Bahnhof gelegen, 2,5-geschossiger Massivbau, T-förmiger Grundriss, gelbe Ziegelsteinfassade mit roter Ziegelsteingliederung, rotes ziegelgedecktes Satteldach, Fenster erneuert | 08974953 |
| Direkt Bild zu diesem Denkmal hochladen | Villa, Toranlage und Garten mit Pergola | Ammelshainer Weg 41 (Karte)                                 | 1920er Jahre | Putzbau mit Satteldach und seitlichem Rundturm, im guten Originalzustand erhaltenes Wohnhaus der 1920er/1930er Jahre, von baugeschichtlicher und sozialhistorischer Bedeutung. - Einfamilienhaus: zweigeschossig, massiv, originaler Putz, Satteldach, seitlicher Rundturm mit spitzem Kegeldach, zentrale Eingangstreppe, Eingangsüberdachung auf Pfeilern, originaler Edelputz, originale Fenster mit Fensterläden, an rückwärtiger Giebelseite Balkon und Anbau auf rechteckigem Grundriss - Garten: alter Baumbestand, in Garten Pfeiler einer ehemaligen Pergola, kleiner Pavillon mit konkavem Satteldach, Holzlattentor, Dachziegelabdeckung - Einfriedung: rundbogige Leutepforte, massive Torpfeiler auf Ziegelsteinsockel | 08974983 |
|                                         | Gasthaus „Parkschlösschen“ mit Saalanbau | Bahnhofstraße 22 (Karte)                                    | Um 1890 (Gasthaus); um 1905 (Saalanbau) | Abwechslungsreich gestalteter, gründerzeitlicher Klinkerbau, von baugeschichtlicher und ortshistorischer Bedeutung. - Gasthaus: ein- bis zweigeschossiger Massivbau (Ziegelstein-Rohbau), hohes Souterrain (zum Teil Bruchstein, zum Teil verputzt mit Nutung), Mittelrisalit mit Giebel, orange Ziegelsteinfassade mit roter Ziegelsteingliederung, Zeltdach mit Gaube - Saalanbau mit Satteldach, über Eingang zum Saal Balkon auf Kunststeinkonsolen, Ziegelsteintraufe, zum Teil Sandsteingliederung am Mittelrisalit des Hauptgebäudes - Saal: verputzter Massivbau mit Ziegelsteingliederung | 08974949 |
|                                         | Ehemaliges Hotel und Restaurant „Zur Eisenbahn“ in halboffener Bebauung | Bahnhofstraße 24 (Karte)                                    | Bezeichnet mit 1899 | Repräsentatives Gründerzeitgebäude in gutem Originalzustand, bau- und ortsgeschichtlich von Bedeutung. Dreigeschossiger, verputzter Massivbau, originale Putzgliederung, Fenster zum Teil mit Verdachung in Kunststein, Seitenrisalit in den oberen Geschossen zum Teil in Sandstein (gelb), Giebelaufbauten, Satteldach mit Dachhäuschen, originale Fenster, seitlicher niedriger Anbau mit Mansarddach und Gauben. | 08974948 |
| Direkt Bild zu diesem Denkmal hochladen | Bienenhaus | Bergstraße 43a (Karte)                                      | 1930er Jahre | Von kultur- und wirtschaftshistorischer Bedeutung. Eingeschossig, vermutlich Fachwerkbau, Satteldach, Giebel verbrettert. | 08974944 |
| Direkt Bild zu diesem Denkmal hochladen | Verwaltungsgebäude einer Fabrikanlage | Grimmaische Straße 20 (Karte)                               | Um 1900 | Gründerzeitlicher Klinkerbau mit Treppengiebel, von ortsgeschichtlicher und bauhistorischer Bedeutung. Zweigeschossiger Ziegelsteinrohbau (gelber Ziegelstein), Ziegelsteinsockel, Fenstersohlbänke in Kunststein, Fenstergewände im Erdgeschoss des Mittelrisalits in Kunststein, Giebelschultern in Kunststein, profilierte Holztraufe, Stufengiebel mit Biberschwanzabdeckung, Pfettendach mit originaler Biberschwanzdeckung, unterhalb der Traufe Rundbogenfriesen, in den Ecken mächtige Kunststeinkonsolen. | 08974946 |
| Direkt Bild zu diesem Denkmal hochladen | Gasthof Bürgergarten mit Einfriedung, Hofpflaster und Biergarten | Grimmaische Straße 25 (Karte)                               | Um 1905 | Gründerzeitlicher Putzbau mit Fachwerkelementen, als Hotel erbaut, von baugeschichtlicher und kulturhistorischer Bedeutung. - Gasthof: dreigeschossiger, verputzter Massivbau, gelber Ziegelsteinsockel, Fenstersohlbänke und -stürze in Kunststein, seitliche Risalite (auf einem Fachwerkaufbau mit Hängewerk, auf dem anderen Risalit ehemals Fachwerkturm – nicht erhalten), Erdgeschossfenster mit mächtiger Kunststeingliederung, Krüppelwalmdach (Fenster und Türen denkmalgerecht erneuert) - Einfriedungsmauer: gelber Ziegelstein mit originaler Bruchsteinziegelabdeckung, Einfriedungszaun zum Biergarten als Ziergitter | 08974954 |
| Weitere Bilder                          | Wohnhaus (ehemalige Schule) in halboffener Bebauung | Hauptstraße 10 (Karte)                                      | 1. Hälfte 19. Jahrhundert | Zeugnis der baulichen Entwicklung im Ort in Fachwerkbauweise, bau- und ortsgeschichtlich von Bedeutung. Zweigeschossig, Erdgeschoss massiv (Bruchstein), Obergeschoss Fachwerk, Fenster- und Türgewände im Erdgeschoss in Holz (erneuert), vermutlich Holztraufe, Satteldach mit Biberschwanzdeckung. | 08974987 |
| Weitere Bilder                          | Denkmal für die Gefallenen der Kriege von 1870/1871 und beider Weltkriege | Kirchplatz (Karte)                                          | Nach 1871; nach 1918; nach 1945 | Unmittelbar vor der Kirche stehend, von ortshistorischer Bedeutung. Porphyrtuffstele, Relief „Trauernde“, Porphyrtuffkugel als Bekrönung, Inschrift im Sockel „Denen die nicht heimkehrten 1914–1918 1939–1945“, an der Kirche Porphyrtufftafeln mit Namen der Toten der Kriege 1870–1871 und 1914–1918. | 08974995 |
| Weitere Bilder                          | Kirche mit Ausstattung | Kirchplatz (Karte)                                          | Im Kern 13. Jahrhundert (Kirche); Ende 15. Jahrhundert (Chor); um 1660 (Empore); letztes Viertel 17. Jahrhundert (Herrschaftsempore); 1732 (Kirchturm) | Im Kern romanische Chorturmkirche, der Chor im gotischen Stil erweitert, der Turmaufsatz barock, baugeschichtlich, ortsgeschichtlich und ortsbildprägend von Bedeutung. Verputzter Massivbau, Chor mit polygonalem Schluss und Strebepfeilern, Turm auf quadratischem Grundriss mit oktogonalem Aufsatz und Haube, Satteldach, südlich Brauthalle mit Portal in Porpyhrtuff, über Portal Porphyrtufftafel mit Inschrift, bezeichnet: „1570“? (sehr zerschlagen), im Westgiebel Segmentbogenfenster mit Maßwerk in Porphyrtuff. | 08974992 |
| Weitere Bilder                          | Pfarrhaus, seitliche Einfriedung und Torbogen | Kirchplatz 1 (Karte)                                        | 1697, spätere Veränderungen | Einfacher Putzbau mit hohem Walmdach, schöne Hauseingangstür, im Obergeschoss geohrte Holzfenstergewände, von baugeschichtlicher und ortshistorischer Bedeutung. Zweigeschossiger, verputzter Massivbau, Tür um 1800, (angeblich verputzter Fachwerkbau), im Obergeschoss geohrte Holzfenstergewände, Holztraufe, Walmdach. | 08974993 |
|                                         | Ehemalige Stadtschule mit rückseitiger Einfriedung | Kirchplatz 3 (Karte)                                        | Mitte 19. Jahrhundert | Schlichter Putzbau mit Krüppelwalmdach, von ortshistorischer Bedeutung. Zweigeschossiger, verputzter Massivbau, Türgewände in Sandstein, originale Tür, Fenstergewände größtenteils in Holz, Krüppelwalmdach. | 08974994 |
| Direkt Bild zu diesem Denkmal hochladen | Alter Friedhof Brandis (Sachgesamtheit) | Leipziger Straße (bei Nr. 18) (Karte)                       | 1704 angelegt | Sachgesamtheit Alter Friedhof Brandis, mit den Einzeldenkmalen: Friedhofstor, Einfriedung, mehrere Grabmale, Gedenkstein für italienische Gefallene des Zweiten Weltkriegs und sowjetischer Ehrenfriedhof (08974985), weiterhin die gärtnerisch gestaltete Friedhofsanlage mit Allee (Gartendenkmal); von zeitgeschichtlicher und ortshistorischer Bedeutung | 09304452 |
| Direkt Bild zu diesem Denkmal hochladen | Friedhofstor, Einfriedung, mehrere Grabmale, Gedenkstein für italienische Gefallene des Zweiten Weltkriegs und sowjetischer Ehrenfriedhof als Begräbnisort von 275 namentlich bekannten Kriegstoten aus der UdSSR (Einzeldenkmale der Sachgesamtheit 09304452) | Leipziger Straße (bei Nr. 18) (Karte)                       | 1841 (Einfriedung); 1897 (Friedhofstor); 1946 (Sowjetischer Ehrenfriedhof)                                                                             | Einzeldenkmale der Sachgesamtheit Alter Friedhof Brandis; von zeitgeschichtlicher und ortshistorischer Bedeutung. - Einfriedungsmauer: Bruchstein, verputzt, Eingang: Eisentor und Fußgängerpforte, drei Einfriedungspfeiler aus Sandstein mit schräger Überdachung - Grabstätte Familie von Pentz (Gutsbesitzer auf Brandis): Steinkreuz auf Sockel mit Inschrift, schwarzer Granit (?), schmiedeeiserne Einfriedung in neugotischen Formen, liegende Gedenkplatte für General Carl-Heinrich von Stülpnagel, Mitglied der Verschwörung gegen Hitler vom 20. Juli 1944, Hinrichtung in Berlin-Plötzensee - Sowjetisches Ehrenmal (1941–1945) für 172 gefallene Soldaten: Sockel aus Beuchaer Granit mit Inschriften (kyrillischer Schrift), seitliche Granitsteine aus Beuchaer Granit mit Dreiecksgiebelabschluss, davor Efeubepflanzung - aufwändiges gestaltetes Einzelgrabmal (schwarzer schwedischer Granit) für Leutnant Kontarew, 1925–1946 - erstes Wandgrab (Erbbegräbnis Tippner): Beuchaer Granit, oktogonale Pfeiler mit Blattkapitellen (darin Brezel als Innungszeichen des Bäckermeisters Tippner), rustizierte Wandmauer mit Schlussstein - zweites Wandgrabmal: Porphyrtuff mit rundem Abschluss, mittig Nische mit Archivolte (Sonnenrelief), von Säulen gerahmt, seitlich zwei kleinere Rundbogennischen | 08974985 |
| Direkt Bild zu diesem Denkmal hochladen | Ladeneinbau einer Fleischerei (Fleischerei Höhl) | Leipziger Straße 4 (Karte)                                  | Um 1905 | Zeugnis des Jugendstils in beeindruckendem Originalzustand, ortsgeschichtlich und handwerklich-künstlerisch von Bedeutung. Kacheln an Wänden und Decken (Dekorbemalung an Wänden, Decke, originale Fußbodenfliesen). | 08974898 |
| Weitere Bilder                          | Gasthaus in halboffener Bebauung und in Ecklage (Ratskeller) | Markt 9 (Karte)                                             | Um 1710 | Schlichter Putzbau, originale Hauseingangstür mit Holztürgewände, von ortsgeschichtlicher und bauhistorischer Bedeutung. Zweigeschossiger, verputzter Massivbau, originale Tür mit Holztürgewände, Fenstergewände im Obergeschoss in Holz, profilierte Holztraufe, Satteldach, an der seitlichen Straßenseite Fenstersohlbänke in Sandstein. | 08974991 |
| Weitere Bilder                          | Wohnhaus in offener Bebauung, mit seitlichem Torbogen | Markt 13 (Karte)                                            | Bezeichnet mit 1730, im Kern älter | Einfacher Putzbau mit wertvollem Sitznischenportal, Zeugnis der baulichen Entwicklung im Ort im 18. Jahrhundert, baugeschichtlich von Bedeutung. Zweigeschossiger, verputzter Massivbau, Sitznischenportal in Porphyrtuff (Schlussstein bezeichnet mit 1730, vermutlich erneuerte Inschrift), Fenstergewände im Erdgeschoss zum Teil in Porphyrtuff, Krüppelwalmdach mit Gauben, profilierte Holztraufe. | 08974989 |
| Weitere Bilder                          | Wohnhaus in halboffener Bebauung | Markt 15 (Karte)                                            | Bezeichnet mit 1898, spätere Umbauten | Zeugnis der baulichen Entwicklung um 1900 in reicher Fassadengestaltung, baugeschichtlich von Bedeutung. Zweigeschossiger, verputzter Massivbau, Erdgeschoss verändert, Obergeschoss mit Ziegelstein- und Sandsteinfenstergewände, Verdachung in Sandstein, Zwerchgiebel mit aufwändigen Gliederungselementen in Sandstein, Inschrifttafel im Giebel, bezeichnet mit 1898, Giebelaufbau in Ziegelstein mit Sandsteingliederung. | 08974986 |
| Weitere Bilder                          | Schloss und Rittergut Brandis (Sachgesamtheit) | Markt 19 (Karte)                                            | 1696 (Rittergut); 1. Hälfte 18. Jahrhundert (Gutspark); 18. Jahrhundert (Wirtschaftshof)                                                               | Sachgesamtheit Schloss und Rittergut Brandis, mit folgenden Einzeldenkmalen: Schloss, Torhaus, West- und Ostflügel des Wirtschaftshofes sowie Mausoleum und Wasserturm im Gutspark (09300761), weiterhin Nordflügel des Wirtschaftshofes westlich des Torhauses als Sachgesamtheitsteil sowie Gutspark (Gartendenkmal) mit Einfriedungsmauer, zwei Löwenstatuen, Springbrunnenbecken, Bassin, drei Sitzplätzen, Vase auf Postament, Naturtheater mit Pavillon, Opferaltar, Hundedenkmal sowie Aussichtsterrasse als Sachgesamtheitsteile; prachtvolle barocke Schlossanlage, Architekt war David Schatz, Leipzig, von ortsgeschichtlicher, künstlerischer und kunsthistorischer Bedeutung. - Nebengebäude: zweigeschossig, massiv, verputzt, Satteldach, Erdgeschoss mit Gewänden in Porphyrtuff - Schlosspark: im Ursprung barock, später überformt und erweitert, Garten stellt heute Synthese aus landschaftlicher Gestaltung des ausgehenden 19. Jahrhunderts und wesentliche Veränderungen und Ergänzungen des frühen 20. Jahrhunderts dar, Gliederung des Geländereliefs in drei Ebenen, „oberer Garten“ mit starker Beziehung auf das Schloss, „unterer Garten“ wesentlich durch Teich und Wiesenflächen des „großen Plans“ geprägt, südlich „neue Anlage“ mit zwei Lindenalleen und Baumgruppen großzügiger Charakter, insgesamt vielfältiger Gehölzbestand, durch die Bauten im Park und die Gartenausstattung Akzente gesetzt, u. a. Pavillon in Fachwerk mit Haube in Blech, halbkreisförmige Mauern (verputzter gelber Ziegelstein), mit Eckpfeilern, darauf Vasen (Kunststein), Löwenstatue, Brunnen mit mittiger Kunststeinschale - Hundegrabstein: Inschrift „Denkmal für treue Hunde“ | 08974943 |
| Weitere Bilder                          | Schloss, Torhaus, West- und Ostflügel des Wirtschaftshofes sowie Mausoleum und Wasserturm im Gutspark (Einzeldenkmale der Sachgesamtheit 08974943) | Markt 19 (Karte)                                            | 1696–1727 (Schloss); 1. Hälfte 18. Jahrhundert (Wirtschaftsgebäude); 1854 (Mausoleum); 1884 (Wasserturm)                                               | Einzeldenkmale der Sachgesamtheit Schloss Brandis; prachtvolle barocke Schlossanlage, Architekt war David Schatz, Leipzig, von ortsgeschichtlicher, künstlerischer und kunsthistorischer Bedeutung | 09300761 |
| Direkt Bild zu diesem Denkmal hochladen | Wohnhaus ehemals in halboffener Bebauung mit seitlicher Toreinfahrt und Nebengebäude im Hof | Mathildenstraße 23 (Karte)                                  | Um 1905 | Putzbau mit Fachwerk-Elementen, Zeugnis der baulichen Entwicklung im Ort um die Jahrhundertwende, baugeschichtlich von Bedeutung. - Wohnhaus: zweigeschossiger Massivbau, Bruchsteinsockel, rotes Sockelgesims, gelbe Ziegelsteinfassade im Erdgeschoss, Fenstersohlbänke in Kunststein, an der Ecke Fachwerkaufbauten, Walmdach mit seitlichen Satteldächern, Fledermausgaube, profilierte Holztraufe, originale Tür, zum Teil originale Fenster - Torpfeiler (gelb und roter Ziegelstein): profilierte Abdeckplatten mit bekrönenden Kugeln in Kunststein - Nebengebäude: eingeschossig, gelber Ziegelstein, Fassade zum Teil verputzt, Fachwerkgiebel, Krüppelwalmdach | 08974897 |
| Direkt Bild zu diesem Denkmal hochladen | Villa | Polenzstraße 2b (Karte)                                     | Bezeichnet mit 1899 (Wetterfahne) | Malerisch gestalteter Klinkerbau, Obergeschoss mit Biberschwanzziegeln verkleidet, Zeugnis der baulichen Entwicklung der Jahrhundertwende um 1900 in ungewöhnlicher Gestaltung, baugeschichtlich von Bedeutung. Zweigeschossig, Erdgeschoss Bruchsteinsockel, Ziegelsteinbau (gelber Ziegelstein), zweites Obergeschoss mit Biberschwanzziegeln verkleidet, malerische Gestaltung (Standerker, Altan, Eingangsvorbau), Krüppelwalmdach mit seitlichen Dächern (Dachreiter darauf) in Biberschwanzdeckung, Sohlbänke der Fenster im Erdgeschoss mit Dachziegel (Biberschwanz) abgedeckt, Überfangbögen an Fenstern zum Teil mit grünglasierten Ziegeln, hölzerne Wintergärten seitlich angebaut. | 08974945 |
| Direkt Bild zu diesem Denkmal hochladen | Wohnhaus in geschlossener Bebauung | Rathausgasse 1 (Karte)                                      | Bezeichnet mit 1750 | Schlichter Putzbau mit altem Segmentbogenportalrest, Zeugnis der baulichen Entwicklung im Ort im 18. Jahrhundert, baugeschichtlich von Bedeutung. Zweigeschossiger, verputzter Massivbau (Obergeschoss vermutlich ursprünglich in Fachwerk), Fenstergewände im Erdgeschoss in Porphyrtuff, ehemaliger Eingang (jetzt Fenster) mit Schlussstein und Inschrift, Schlussstein bezeichnet mit 1750, seitlich neuer Eingang mit Tür (1. Hälfte 19. Jahrhundert), profilierte Holztraufe, einseitiges Krüppelwalmdach, rückwärtig Holzfenstergewände im Obergeschoss. | 08974988 |
| Direkt Bild zu diesem Denkmal hochladen | Ladeneinbau einer Fleischerei (Fleischerei Simon) | Rathausgasse 4 (Karte)                                      | Laut Auskunft 1924 | Zeugnis einer originalen Ladeneinrichtung der 1920er Jahre in aufwändiger Gestaltung, ortsgeschichtlich und handwerklich-künstlerisch von Bedeutung. Kacheln an Wänden, Decke bemalte Glasplatten (Darstellung der vier Jahreszeiten), originale Fußbodenfliesen, reiche Dekorbemalung. | 08973232 |
| Weitere Bilder                          | Schule mit Turnhalle (Gymnasium Brandis) | Schulstraße 3 (Karte)                                       | Bezeichnet mit 1906 | Repräsentatives Gebäude im Stil des Historismus, aufwendige Fassadengestaltung, ortsgeschichtliche und bauhistorische Bedeutung. - Schule: bezeichnet mit 1906 (Inschrift im Giebel), dreigeschossig, Bruchsteinsockel, massiv, verputzt, Eckquaderung, Traufseite neun Fensterachsen, aus der Mitte versetzter Risalit mit Dreiecksgiebel, zentraler überdachter altanartiger Eingang mit Rundbogenportal, im Erdgeschoss Segmentbogenfenster, gequaderte Putznutung, im Obergeschoss Zwillingsfenster mit dreiteiligem Segmentbogenoberlicht (erstes Obergeschoss) bzw. Vorhangbogenoberlicht (zweites Obergeschoss), Satteldach einseitig abgewalmt mit Dachreiter (welsche Haube), rechte Haushälfte mit giebelständigem Satteldach, Ecktürmchen mit spitzer welscher Haube, im Zwerchgiebel Uhr mit gekehlter kreisförmiger Umrahmung, darunter Putzfeld mit Inschrift „Mit Gott erbaut“, darüber im Dreiecksgiebel Inschrift „1906“, Rückseite: vertikalbetonte gelbe Klinkergliederung, abgetreppte Klinkertraufe, Brüstungsfelder aufgeputzt, Innenräume mit originalen Flügeltüren und originalem Treppenhaus mit floral verziertem Treppengeländer - Turnhalle: eingeschossig mit Kellergeschoss, kastenförmiger gelber Klinkerbau, fünf Fensterachsen, breite Lisenengliederung, gestufte Klinkertraufe, Krüppelwalmdach (Biberschwanzdeckung), eingeschossiger Anbau (Klinkerbau) mit Flachdach | 08974997 |
| Direkt Bild zu diesem Denkmal hochladen | Villa Brachmann | Starenweg 18 (Karte)                                        | 1902–1903 | Malerische Landhaus-Architektur in außergewöhnlicher Gestaltung mit rustikalem Bruchsteinmauerwerk, Architekt war Raymund Brachmann, Leipzig, ortsgeschichtliche, baugeschichtliche und künstlerische Bedeutung. Der ungewöhnliche Villenbau wurde 1902/03 nach Plänen des Leipziger Architekten Raimund Brachmann (Bauantrag 1901) ausgeführt, Bauherrin war Elisabeth Schulze geb. Haunstein, die bald Ehefrau Brachmanns wurde. Zweigeschossiger Bau, das Erdgeschoss weitgehend mit Bruchstein verkleidet, das Obergeschoss als Teil des hohen, gebrochenen Daches aufgefasst, der Dachbereich ursprünglich mit Schieferverkleidung, Betonung der Südostecke durch Türmchen, an der Südseite des Gebäudes Terrasse, die auch das Türmchen und einen Teil der Ostseite einschließt (heute partiell zugebaut). Auf der Nordseite ehemals ebenfalls zweigeschossiger Anbau, der mit dem Hauptgebäude durch die Einfahrt verbunden ist. Im Innern wenige Reste an Originalausstattung. Die Villa verweist in exemplarischer und dokumentarischer Weise auf das Schaffen von Raimund Brachmann, der Anfang des 20. Jahrhunderts zu den innovativsten Baumeistern in Leipzig und darüber hinaus gehörte. Sie zeigt, wie sich der Architekt an zukunftsweisenden Strömungen der amerikanischen und englischen Architektur orientierte. Als ausgesprochen individuell geprägtes Architektenhaus um 1900 handelt es sich um einen Bau, der in seinem gestalterischen Anspruch deutlich über das allgemeine Maß hinausgeht. Da Brachmann in seinen späteren Lebensjahren hier auch seinen Wohnsitz hatte, hält das Gebäude zudem in besonderer Weise die Erinnerung an seinen Baumeister wach. Unter diesen Gesichtspunkten erlangt der Villenbau hohe baugeschichtliche und künstlerische Bedeutung. Zudem ist er ein Zeugnis für die Entwicklung Waldsteinbergs zum Sommerdomizil begüterten Leipziger Bürger. | 09304261 |
| Weitere Bilder                          | Ehemaliges Krankenhausgebäude (Blaues Kreuz) | Töpfergasse 2 (Karte)                                       | 1. Hälfte 20. Jahrhundert | Im Reformstil der Zeit um 1910, von baugeschichtlicher und kulturhistorischer Bedeutung. Eingeschossiger, verputzter Massivbau, gelber Ziegelsteinsockel, Mittelrisalit mit geschweiftem Giebel, Mansarddach mit Dachreiter, Holztraufe. | 08974951 |
| Direkt Bild zu diesem Denkmal hochladen | Feierhalle auf dem Friedhof (Neuer Friedhof Brandis) | Waldstraße (hinter Nr. 12) (Karte)                          | 1963 | Zeugnis der baulichen Entwicklung der 1960er Jahre in beachtlicher Gestaltung, baugeschichtlich von Bedeutung. Eingeschossiger, verputzter Massivbau, Bruchsteinsockel, Bleiglasfenster, originaler Putz, Stahlstützen eines offenen Ganges, Satteldach mit Dachreiter. | 08974996 |
|                                         | Wohnhaus in offener Bebauung, mit Einfriedungspfeilern (Villa Kuhnert) | Weststraße 1 (Karte)                                        | Um 1890 | Gründerzeitlicher villenartiger Klinkerbau mit Fachwerkelementen und Gesprengegiebel, Zeugnis der baulichen Entwicklung im Ort des 19. Jahrhunderts. Zweigeschossiger Massivbau, Bruchsteinsockel, Sockelgesims Sandstein, gelber Ziegelsteinbau mit Hängewerkgiebel am Fachwerkerker, Fenstersohlbänke und Gliederung in Sandstein, Satteldach mit originaler Biberschwanzdeckung, originale Fenster. | 08974952 |

## Beucha
| Bild                                    | Bezeichnung | Lage                                                     | Datierung | Beschreibung | ID       |
| --------------------------------------- | --- | -------------------------------------------------------- | --- | --- | -------- |
| Weitere Bilder                          | Empfangsgebäude mit Fahrkartenautomat sowie Toilettenhäuschen eines Bahnhofs                                                                                          | Albert-Kuntz-Straße 62 (Karte)                           | 1872 | Bahnstrecke Beucha–Trebsen (BT 6386) als Nebenbahn des Güter- und Personenverkehrs insbesondere für die regionale Steinindustrie (Beuchaer Granitporphyr) sowie Bestandteil der Hauptbahnstrecke Borsdorf–Coswig orts- und verkehrsgeschichtlich bedeutend, Fahrkartenautomat der DDR-Zeit technik- und sozialgeschichtlich von Bedeutung. Bahnhof Beucha 1866 als Hst der Strecke Beucha–Trebsen (Nebenbahn) zuerst für Güter- und ab 1898 auch für Personenverkehr eröffnet, seit 1902 Bahnhof, 1998 Güterverkehr eingestellt. - Empfangsgebäude (Flurstück 456/17): ein- bzw. zweigeschossiger, verputzter Massivbau, Bruchsteinsockel, Fenstergewände profiliert und in Sandstein, Satteldach, zum Teil originale Türen, originale Fenster, Fahrkartenautomat der DDR-Zeit, Bahnhofsvordach in Holzkonstruktion - Toilettenhäuschen (Flurstück 456/17): Holzbau mit Verzierungen - vor 2017 abgebrochene ehemals zum Bahnhof gehörigen Objekte: - mechanische Schrankenanlage des Bahnübergangs Kleinsteinberger Straße: Bedienung durch das Stellwerk Bs, zweischlägige Vollschranke (auf jeder Seite der Gleise jeweils ein Schrankenbaum, der gesenkt über die volle Straßenbreite reicht), wird mechanisch per Schrankenwinde und Seilzugsystem vom Stellwerk aus bedient, jeweils mit mechanischem Läutewerk (das Läuten wird über den Antrieb am Schrankengestell mit ausgelöst) - Stellwerk Bs (Flurstück 140/1): mechanisch, Jüdel, Inbetriebnahme 1914 - Stellwerk Ba (Flurstück 125a): mechanisches Einheitsstellwerk, Inbetriebnahme 1940, Stahlbeton - Stellwerk Bn (Flurstück 456/16): mechanisches Einheitsstellwerk, Gleisbildstellwerk (GS II) Inbetriebnahme 1940 - Stellwerk Bo schon vor 2014 abgerissen Das Stellwerk ist dabei nicht nur für die Weichen und Signale des zugehörigen Stellwerksbezirks zuständig, sondern bedient auch die mechanische Schranke mitsamt Läutewerk am nahegelegenen Bahnübergang. Im Stellwerk technische Ausstattung im Obergeschoss vmtl. auch Schrankenwinde zum Bedienen der mechanischen Schrankenanlage (Schrankenwinde am Schrankenwindenbock, treibt Seiltrommel an, welche wiederum den Antrieb am Schrankengestell über ein Drahtseil betätigt). | 08974955 |
| Weitere Bilder                          | Wohnhaus in offener Bebauung | August-Bebel-Straße 24 (Karte)                           | Um 1900 | Gründerzeitliches zweifarbiges Klinkergebäude, von bauhistorischer Bedeutung. Zweigeschossiger, massiver Klinkerbau, Krüppelwalmdach, abwechslungsreiche Gliederung durch roten Klinker (Gesimsbänder, Traufe) und originale Putzgliederung (kannelierte Bänder im Erdgeschoss), Fensterbänke und Segmentbogenstürze in Kunststein mit Schlussstein, Betonung der Ecken durch grünen, glasierten Klinker, an Traufseite drei Dachhäuser mit je zwei Segmentbogenfenster mit Schlussstein. | 08974959 |
| Direkt Bild zu diesem Denkmal hochladen | Doppelwohnhaus | August-Bebel-Straße 43, 45 (Karte)                       | Bezeichnet mit 1908 | Straßenbildprägendes Wohnhaus, klar gegliederte Putzfassade, Seitenrisalite mit Giebel im Schweizer Stil, baugeschichtlich von Bedeutung. Zweigeschossig, massiv, verputzt, linke Haushälfte mit originaler Putzgliederung, genutete Ecklisenen, Fensterbrüstungsfelder Rauputz, Segmentbogen- und gerade Fensterabschlüsse, zum Teil Schlussstein (aufgeputzt), Seitenrisalite und Zwerchhäuser mit Satteldach, Giebel mit Sprengwerk auf profilierten Knaggen, insgesamt Krüppelwalmdach, Giebelseiten mit vermauerten Fensteröffnungen, an Rückseite Schleppgauben, bezeichnet mit 1908 (im Giebel). | 08974957 |
| Weitere Bilder                          | Katholische Pfarrkirche St. Ludwig von Beucha und Naunhof mit Ausstattung                                                                                             | August-Bebel-Straße 54 (Karte)                           | 1911–1912 (Kirche); wohl 1848 (Kanzelaltar); 1931 (Orgel)                                                              | Saalkirche mit Mansarddach und Dachreiter, im Reformstil der Zeit um 1910, von ortshistorischer Bedeutung. Eingeschossig, Mansarddach (Biberschwanzdeckung) mit Dachreiter (verschiefert), mit Kreuz, Holztraufe, originale Putzgliederung (Fensterfaschen, Lisenen, Giebelrahmung), Rechteckfenster und originale Sprossung, Ovalfenster, an beiden Giebelseiten trapezförmig vorkragender Eingang mit Zeltdach (Biberschwanzdeckung), straßenseitig originale Eingangstür, Holzkruzifix neben Eingang. | 08974958 |
| Direkt Bild zu diesem Denkmal hochladen | Wohnhaus (Stahlhaus Beucha) | Dahlienweg 8 (Karte)                                     | 1926–1927 | Stahlhaus in Fertigteilbauweise, traditionelle Gestaltung mit Krüppelwalmdach, von bauhistorischer Bedeutung. Eingeschossiger Fertigteilbau (Blechverschalung bzw. Metallwände) auf Steinsockel, Krüppelwalmdach (Biberschwanzdeckung), mit Pultdach überdachter Eingang. | 08974968 |
| Direkt Bild zu diesem Denkmal hochladen | Gasthof Wolfshain (mehrere Gebäudeteile) | Dorfring 5 (Karte)                                       | 1. Hälfte 19. Jahrhundert                                                                                              | Alte Ortslage Wolfshain, Obergeschoss Fachwerk, von baugeschichtlicher und ortshistorischer Bedeutung. Zweigeschossiger, winkelförmiger Grundriss, Erdgeschoss massiv, Obergeschoss Fachwerk (zum Teil verputzt), Holztraufe, Krüppelwalmdach, im Erdgeschoss zum Teil Holzfenstergewände. | 08974976 |
| Weitere Bilder                          | Bauernhof mit Wohnhaus, daran angebautes Seitengebäude, Stallgebäude, Torhaus, Hofpflaster, Toranlage (mit Pforte) und Einfriedung sowie zwei Hofbäume an der Zufahrt | Dorfring 12 (Karte)                                      | 1. Hälfte 19. Jahrhundert (Bauernhaus); um 1905 (Seitengebäude); um 1905, im Kern älter (Torhaus)                      | Alte Ortslage Wolfshain, Wohnhaus Obergeschoss Fachwerk, Wirtschaftsgebäude Putzbauten mit Ziegelgliederung, Zeugnis bäuerlicher Bau- und Lebensweise im 19./20. Jahrhundert, bau- und ortsgeschichtlich von Bedeutung. - Wohnhaus: zweigeschossig, Erdgeschoss massiv (Bruchstein), Obergeschoss Fachwerk, Krüppelwalmdach mit Fledermausgauben, profilierte Holztrauf - Torhaus: zweigeschossiger, verputzter Massivbau, Erdgeschossfenster und Tür und Torgewände in Ziegelstein (gelb), Erker im Obergeschoss mit Bruchsteinziegeln verkleidet, Krüppelwalmdach mit Fledermausgauben, Torpfeiler in Ziegelstein (zwei Arten gelber Ziegelstein, engobiert und naturfarben), Abdeckung mit Biberschwanzziegeln, Einfriedung als Kunstmauer - zwei Wirtschaftsgebäude: zweigeschossige, verputzte Massivbauten, Ziegelsteingliederung (gelber Ziegelstein), zum Teil Flachdächer, zum Teil Satteldächer (Dachausbauten auf den Satteldächern) - zwei Kastanienbäume an der Hofzufahrt | 08974977 |
| Direkt Bild zu diesem Denkmal hochladen | Scheune eines Dreiseithofes | Dorfring 15 (Karte)                                      | 1. Hälfte 19. Jahrhundert                                                                                              | Alte Ortslage Wolfshain, Zeugnis bäuerlicher Bau- und Wirtschaftsweise in Lehmbautechnik, baugeschichtlich von Bedeutung. Eingeschossig, Bruchsteinsockel, Lehmwellerwände, Scheunentor, Holztraufe, Satteldach, Giebel in Fachwerk. | 08974975 |
| Direkt Bild zu diesem Denkmal hochladen | Wohnhaus eines ehemaligen Dreiseithofes mit Hofmauer und Toranlage (mit Pforte)                                                                                       | Dorfstraße 16 (Karte)                                    | Bezeichnet mit 1803, später überformt                                                                                  | Einfacher Putzbau mit Krüppelwalmdach und Segmentbogenportal, Zeugnis der ländlichen Wohn- und Lebensweise vergangener Zeiten, baugeschichtlich von Bedeutung. - Wohnhaus: zweigeschossig, massiv, verputzt, hohes Krüppelwalmdach mit zweireihigen Fledermausgauben, im Obergeschoss Fensterbänke in Sandstein, Erdgeschoss Fenstergewände Sandstein, Eingangstürgewände in Sandstein, Segmentbogenportal mit Schlussstein (bezeichnet mit 1803), im Giebel und Erdgeschoss Fensterläden, Ecklisenen, Holzbalkendecke - Einfriedung: zwei quadratische Torpfeiler mit Sandsteinabdeckung und rundbogige Leutepforte - Toreinfahrt: mit Radabweiser aus Beuchaer Granit, traufseitig Fenster vergrößert | 08974967 |
| Direkt Bild zu diesem Denkmal hochladen | Wohnhaus in Ecklage zur Wolfshainer Straße, Seitengebäude eines Bauernhofes                                                                                           | Dorfstraße 17 (Karte)                                    | Bezeichnet mit 1898 | Straßenbildprägender gut gegliederter Klinkerbau der Gründerzeit, baugeschichtlich von Bedeutung. Wohnhaus auf trapezförmigem Grundriss, zweigeschossig, massiv, rote Klinkergliederung, Bruchsteinsockel, Fensterbänke und Gurtgesims in Sandstein, Erdgeschoss Segmentbogenfenster mit Schlussstein, Obergeschoss Rechteckfenster mit gerader und Dreiecksüberdachung aus Sandstein auf Konsolen, am Giebel Inschrifttafel „Max Dietrich 1898“, originale Fenster, Fenstergewände an den Seiten als Formsteine (Dreiviertelstab), traufseitig originale Eingangstür mit Oberlicht, gerade Überdachung, gestufte Ziegelsteintraufe, Ecklisenen aus Ziegelstein mit Sandsteinkapitell, Satteldach (Doppelmuldenfalzziegel), Traufe im Giebel aus Sandstein (profiliert). | 08974966 |
|                                         | Wohnhaus eines Bauernhofes, mit Einfriedung des Vorgartens, Toranlage (mit Pforte) und Hofpflaster                                                                    | Dorfstraße 29 (Karte)                                    | Mitte 19. Jahrhundert                                                                                                  | Obergeschoss Fachwerk, Zeugnis der bäuerlichen Wohn- und Lebensweise vergangener Zeiten, baugeschichtlich von Bedeutung. - Wohnhaus: zweigeschossig, Erdgeschoss massiv, Obergeschoss Fachwerk, Krüppelwalmdach (Biberschwanzdeckung), Fenstergewände im Erdgeschoss aus Granit, Holzfenster, Eingang von Granitpilastern flankiert - Einfriedung: Torpfeiler mit Leutepforte, Eisenzaun als Ziergitter - Hofpflaster: seitlich Granitplatten, in der Mitte Flusssteine | 08974965 |
| Weitere Bilder                          | Friedhof Beucha (Sachgesamtheit) | Kirchberg 9 (hinter) (Karte)                             | 1914 | Sachgesamtheit Friedhof Beucha, Friedhof mit den Einzeldenkmalen Einfriedung, Haupttor und Erbbegräbnisse Berg, Grohmann, Krah, Landmann (08974936) sowie der Lindenallee (Gartendenkmal) als Sachgesamtheitsteil; von ortshistorischer Bedeutung | 09304543 |
| Weitere Bilder                          | Einfriedung, Haupttor und Erbbegräbnisse Berg, Grohmann, Krah, Landmann (Einzeldenkmale der Sachgesamtheit 09304543)                                                  | Kirchberg 9 (hinter) (Karte)                             | Anfang 20. Jahrhundert (Erbbegräbnisse Krah, Grohmann, Berg); 1914 (Friedhofsportal); um 1930 (Grabmal Landmann)       | Einzeldenkmale der Sachgesamtheit Friedhof Beucha; von ortshistorischer Bedeutung. - Erbbegräbnis Berg: Wandgrab mit Baumstammimitation (Granit) und Eichenlaub, darüber Bogen mit Schlussstein, Inschrift: „EB“ - Erbbegräbnis Grohmann: Wandgrab mit flachem Dreiecksgiebel auf Pilastern mit konkav ausschwingendem Kapitell (Relief aus Kornähren und Kreuz), Medaillon mit Relief (Sichel, Blätter) und Inschrift: „Leben heißt streben“ - Einfriedungsmauer: Bruchstein, Zugang zum Friedhof mit segmentbogenförmigem Tor, Abdeckung als Karniesbogen abschließend, Inschrift: „Christus ist die Auferstehung und das Leben“ (aufgeputzte Schrift) - Erbbegräbnis Krah: drei Steinblöcke, mittlerer Block mit Relief (Eisernes Kreuz, Schwert und Rosen), begleitende Blöcke mit Kranz-Relief - Grabmal Landmann: schlichter Sockel, darauf Kunststein mit Relief (trauernde, sitzende Frau) - Lindenallee (als Gartendenkmal) | 08974963 |
| Weitere Bilder                          | Bergkirche Beucha mit Ausstattung, Kirchhof mit Einfriedung, zwei Grabmälern und Kriegerdenkmal für die Gefallenen des Ersten Weltkrieges                             | Kirchberg 15 (Karte)                                     | 1290 (Chor und Kirchturm); 18. Jahrhundert (Grabmal); 1847–1848 (Kirchenschiff); wohl 1848 (Kanzelaltar); 1931 (Orgel) | Romanische Chorturmkirche, im 19. Jahrhundert überformt, weithin sichtbar auf einem Bergsporn liegend, umgeben von einem Steinbruch, barocke Grabmale auf dem Kirchhof, ortshistorisch, ortsbildprägend, baugeschichtlich und landschaftsgestaltend von Bedeutung. (Dehio, S. 920) - Kirche: massive, verputzte Chorturmkirche mit eingezogenem Chor (gerader Abschluss mit Kriegerdenkmal an Außenmauer), flachgedeckter Saal mit Rundbogenfenstern (vor 1890), Satteldach, Chorturm auf rechteckigem Grundriss mit Zeltdach, Kugel und Wetterfahne, im Chor Segmentbogenfenster, querschiffähnlicher Sakristeianbau, an Westseite überdachter Eingang (Schieferdeckung) mit zweiläufiger Treppe und Steinbank - Kriegerdenkmal für die Gefallenen des Ersten Weltkrieges: Rustikamauer aus Beuchaer Granit mit spitzem Dreiecksgiebel auf Säulen, im Giebeldreieck Relief (Soldatenkopf mit Helm) im Medaillon, darunter zwei Schrifttafeln mit den Namen der Gefallenen, seitlich zwei Steinbänke - Einfriedungsmauer: aus Beuchaer Granit - zwei Grabdenkmäler: aus Sandstein Steinbruch 1950 geflutet. | 08974960 |
| Weitere Bilder                          | Wasserturm | Kirchberg 17 (neben) (Karte)                             | 1911–1913 | Ortsbildprägendes technisches Denkmal, bildet mit seiner Durchfahrt zugleich Zugang zum Kirchhof, versorgungs- und ortsgeschichtlich von Bedeutung. Fünfgeschossiger Wasserturm auf oktogonalem Grundriss mit Zeltdach und kleiner Laterne und Knauf, Erdgeschoss auf rechteckigem Grundriss, als rundbogige Tordurchfahrt zum Friedhof, hofseitig Überdachung mit Pultdach auf vier Säulen, straßenseitig mit Bossenquaderung gerahmte rundbogige Toröffnung, darüber drei kleine Rundbogenfenster, Holztraufe. Der 1911–1913 nach einem Entwurf des Brandisers Walter Gralapp vom Leipziger Civilingenieur Arthur Bunde errichtete Wasserturm auf dem Kirchberg prägt das Ortsbild von Beucha. Er wurde unter Einbeziehung des Landesvereins Sächsischer Heimatschutz als achteckiger, einem Bergfried nachempfundenen Turm, ausgeführt. Sein quadratisches Sockelgeschoss ist als Tordurchfahrt zum Kirchhof ausgebildet. Ein von monolithischen Granitsäulen aus dem Beuchaer Steinbruch getragenes Pultdach vermittelt zwischen dem zur Kirche ansteigenden Gelände und dem 27 Meter aufragenden Wasserturm. Kleine, ungerahmte Fenster und ein leicht ausgestelltes Gesims gliedern die schlichte, graue Putzfassade. Das flache Zeltdach wird von einer kupfergedeckten Laterne abgeschlossen. Bis ca. 1952 diente der Turm der Wasserversorgung der Ortschaften Beucha, Kleinsteinberg, Wolfshain und Albrechtshain. Sein nach oben offener, stählerner Barkhausenbehälter mit einem Fassungsvermögen von 100 m³ ist ebenso erhalten wie die gusseiserne Wendeltreppe, die die Innenerschließung ermöglicht. Als Zeugnis der frühen kommunalen Wasserversorgung Anfang des 20. Jahrhunderts kommt dem Wasserturm eine versorgungs- und technikgeschichtliche Bedeutung zu. Gleichzeitig hat er ortsbildprägenden Charakter. | 08974961 |
| Weitere Bilder                          | Turmholländer (Windmühle Beucha) | Kleinsteinberger Straße 9 (Karte)                        | 1837 | Ortsbildprägend, ortsgeschichtlich von Bedeutung. Viergeschossig, auf kreisförmigem Grundriss, Bruchsteinmauerwerk, Flügel nicht mehr vorhanden, in alle vier Richtungen kleine Rundbogenfenster, im dritten Obergeschoss Rundfenster, alte Fenster, flaches Kegeldach, erbaut 1837, zuletzt Elektromotor, Technik nicht erhalten, stillgelegt 1982. | 08974974 |
| Direkt Bild zu diesem Denkmal hochladen | Wandbild in einer Schule | Kleinsteinberger Straße 20 (Karte)                       | 1955 | Wandbild „Jugendleben“ des Leipziger Malers Günter Albert Schulz (1921–2004), künstlerische Bedeutung. Seccomalerei, aufeinanderfolge von Szenen, die Episoden aus der Erziehung und Bildung der Jugend darstellen, formal im Sinne des sozialistischen Realismus. | 09299645 |
| Weitere Bilder                          | Wohnhaus, Auszugshaus, Seitengebäude, Scheune, Hofpflasterung sowie straßenseitige Einfriedungsmauer mit Tordurchfahrt und Pforte eines Dreiseithofes                 | Kleinsteinberger Straße 69 (Karte)                       | Um 1800 (Bauernhaus); 1748 (nach Auskunft)                                                                             | Alte Ortslage Kleinsteinberg, teils Fachwerk-, teils Massivbauten, verputzt, straßenbildprägender gut erhaltener und regionaltypischer Bauernhof, bau- und heimatgeschichtlich von Bedeutung. - Wohnhaus/Seitengebäude: zweigeschossig, Erdgeschoss massiv Bruchstein, Obergeschoss Fachwerk, Mansardwalmdach, Satteldachgaube, Biberschwanzdeckung, originale Putzgliederung, nach hinten abgeschleppter Anbau (traufseitig), alte Fenster, zum Teil Winterfenster - Wohnstallhaus: zweigeschossig, Erdgeschoss massiv, Obergeschoss Fachwerk (verputzt), im Erdgeschoss Fensterläden, Krüppelwalmdach, abgeschleppter eingeschossiger Anbau in Bruchstein mit Pultdach - Einfriedung: rundbogige Leutepforte, Bruchstein, verputzt, zwei quadratische Torpfeiler (massiv, Bruchstein) mit Kugelaufsatz Dreiseithof in regional- und zeittypischer Bauweise, bestehend aus Wohnhaus, Auszugshaus, Seitengebäude und Scheune, die straßenseitige Einfriedungsmauer mit Toreinfahrt und Leutepforte sowie das Hofpflaster ergänzen den historischen Baubestand. Wohnhaus, errichtet um 1800: zweigeschossig, Erdgeschoss massiv in Bruchstein, Obergeschoss Fachwerk mit Ziegelausfachung, insgesamt verputzt, wohl etwas jüngere Abseite, Mansarddach. An das Wohnhaus anschließendes Seitengebäude, wohl erste Hälfte 19. Jahrhundert, verputztes Bruchsteinmauerwerk, Traufe und Giebel in Ziegel, zugewandter Stallteil mit Gewölbe auf Natursteinsäulen, anschließend Stützen in Gusseisen, Satteldach. Auszugshaus auf der östlichen Hofseite: nach Auskunft Datierung im Dach 1748, zweigeschossiges Wohnstallhaus, mit zwei parallelen Tonnen unterkellert, Erdgeschoss massiv, Obergeschoss Fachwerk, insgesamt verputzt, Stallteil mit preußischen Kappen auf Eisensäulen, Krüppelwalmdach, an der Außenseite Anbau eines großen Vorratskellers mit Tonnengewölbe. Scheune: um 1890, zweitorig, verputztes Bruchsteinmauerwerk, oberer Giebelbereich und Traufe in Ziegel. Straßenseitige Einfriedung: Mauer, verputzt, ursprünglich mit zwei Toreinfahrten, Mauerpfeiler mit Kugelaufsätzen, Leutepforte rundbogig geschlossen. Hofpflaster: Wildpflaster in Naturstein. Die in ihrer gewachsenen Struktur weitgehend authentisch erhaltene Hofanlage ist ein Zeugnis der bäuerlichen Bau- und Lebensweise im 19. Jahrhundert am Ort und in der Region. Mit seinem historischen Baubestand veranschaulicht der Dreiseithof beispielhaft die bauliche Entwicklung, Ausprägung und Funktion einer bäuerlichen Wirtschaft in der Vergangenheit. Damit verkörpert er einen wichtigen Aussagewert zur Heimat- und Baugeschichte. Es handelt sich hier einst um den größten Bauernhof des Dorfes, der damit verbundene Stellenwert drückt sich offensichtlich auch in der nicht alltäglichen Ausprägung des Wohnhauses mit Mansarddach aus. | 08974972 |
| Weitere Bilder                          | Kriegerdenkmal für die Gefallenen des Ersten Weltkriegs | Kleinsteinberger Straße 81 (vor) (Karte)                 | Nach 1918 | Alte Ortslage Kleinsteinberg, ortshistorische Bedeutung. Würfelartiger Gedenkstein aus Beuchaer Granit mit Inschrift „Unsere Gefallenen“ und die Namen der Gefallenen, darüber Skulptur eines knienden Mädchens mit Lorbeerkranz. | 08974973 |
| Direkt Bild zu diesem Denkmal hochladen | Villa | Moritz-Nebe-Weg 3 (Karte)                                | Um 1910 | Nahe dem Ortsteil Waldsteinberg, villenartiges Wohnhaus, Zeugnis der baulichen Entwicklung der Zeit um 1910 im Landhausstil, bau- und ortsgeschichtlich von Bedeutung. Eingeschossig (mit ausgebautem Dachgeschoss), verputzter Massivbau, Sockel in Ziegelstein (roter Ziegelstein), seitlich zwei Fachwerkerker, Giebel in Fachwerk, Satteldach, Altan in Fachwerk, Satteldach mit Biberschwanzdeckung. | 08974979 |
| Direkt Bild zu diesem Denkmal hochladen | Villa (Der Starenhof) | Moritz-Nebe-Weg 6 (Karte)                                | Um 1910 | Nahe dem Ortsteil Waldsteinberg, Zeugnis der baulichen Entwicklung im Ort um 1910, bau- und ortsgeschichtlich von Bedeutung. Eingeschossiger, verputzter Massivbau, Bruchsteinsockel, malerische Gliederung (Ecktürmchen), Mansarddach, einfache originale Putzgliederung, originale Eingangstür. | 08974990 |
| Direkt Bild zu diesem Denkmal hochladen | Villa mit Nebengebäude und Villengarten mit Teich und Pavillon (Landhaus Eulitz)                                                                                      | Moritz-Nebe-Weg 7 (Karte)                                | 1924–1926 | Nahe dem Ortsteil Waldsteinberg, repräsentativer Bau der Zeit nach dem Ersten Weltkrieg, von ortsgeschichtlicher und kunsthistorischer Bedeutung. - Villa: eingeschossiger, verputzter Massivbau, Sockel porphyrtufffarbener Kunststein, Gesimse, Pilaster, Fenster- und Türgewände sowie Säulen in porphyrtuffimitierenden Kunststein, zur Gartenseite mehrere Vorbauten, zur Hofseite Portikus mit Auffahrt darüber Halbgeschoss, Mansarddach mit Gauben, im Inneren zwei Säle mit Stuckdecken und Parkett sowie reicher Gliederung (größtenteils in Holz), Glastüren im Inneren mit Facettenschliff - Wirtschaftsgebäude: eingeschossig, massiv, verputzt, Satteldach mit Dachhäusern, in der Mitte des Gebäudes Garage mit originalem Tor | 08974982 |
| Direkt Bild zu diesem Denkmal hochladen | Villa | Waldweg 3 (Karte)                                        | Um 1905 | Nahe dem Ortsteil Waldsteinberg, mit Fachwerkelementen, Zeugnis der baulichen Entwicklung im Ort um 1910, in Anlehnung an englisches Landhaus-Architektur, von ortsgeschichtlicher und bauhistorischer Bedeutung. Eingeschossiger, verputzter Massivbau, Sockel Granit-Platten, Fenstersohlbänke in Sandstein, Fenster mit Fensterläden, Mansarddach mit Fachwerkaufbautenö | 08974980 |
| Direkt Bild zu diesem Denkmal hochladen | Villa mit drei Nebengebäuden, Einfriedung mit Torbogen und Villengarten (Gartendenkmal) mit Teich                                                                     | Waldweg 5 (Karte)                                        | Um 1915 | Nahe dem Ortsteil Waldsteinberg, großes Anwesen, Zeugnis der Landhausarchitektur der Zeit nach 1900, von baugeschichtlicher, ortshistorischer und sozialhistorischer Bedeutung. - Landhaus: eingeschossiger, verputzter Massivbau, Ziegelsteinsockel, malerische Gliederung, Balkon, Mansarddach mit Gauben - Nebengebäude: eingeschossiger, verputzter Massivbau, Ziegelsteinsockel, originale Fenster, Krüppelwalmdach - Kutscherhaus: eingeschossig, große Tor, Ziegelsteinsockel, verputzter Massivbau, Krüppelwalmdach mit Fledermausgaube - Taubenhaus: eingeschossiger, verputzter Massivbau, Ziegelsteinsockel, originale Fenster, Mansarddach, zum Teil verschiefert | 08974981 |
| Direkt Bild zu diesem Denkmal hochladen | Wohnhaus in offener Bebauung (Stahlhaus Beucha) | Weidenweg 3 (Karte)                                      | 1926 | Stahlhaus in Fertigteilbauweise, Typ Sonne der Fa. Braune & Roth in Leipzig, von überregionaler bauhistorischer Bedeutung. Zweigeschossiger Fertigteilbau (Blechverschalung bzw. Metallwände), Steinsockel, Fenstergewände im Kellersockel aus Granit, Satteldach, Biberschwanzdeckung, Holztraufe, Giebel im oberen Teil verbrettert, zum Teil originale Fenster, innerhalb von 14 Tagen errichtet. 1926 als zweites deutsches Haus in Stahlbauweise errichtet (das erste Stahlhaus Deutschland war kurz zuvor in Unterkochen entstanden), konstruiert als Fertighaus Typ Sonne der Tresorbauanstalt Braune & Roth in Leipzig. Die von den Firmeninhabern Albert Aue und Paul Pretzsch entwickelte Konstruktion besteht aus einem aus U-Profilen hergestellten Skelett, auf das geschosshohe Stahltafeln mittels T-förmigen Klemmleisten montiert sind. Die Innenseite der Wände ist aus einer Torfoleumplatte und einer Schicht von Bims- oder Schlackesteinen hergestellt und mit einem Putz abgeschlossen. Decken und Dachstuhl sind wie herkömmlich in Holz ausgeführt. Auch die architektonische Gestaltung des Hauses zeigt sich im Gegensatz zur innovativen Bautechnik deutlich traditionell: einfacher, geschlossener Baukörper auf Steinsockel und Satteldach als Gebäudeabschluss. Die Konstruktionsweise, insbesondere die vorgegebene Plattengröße, führte zu gewissen Zwängen bei der Grundrissbildung oder der Anordnung der Fenster in den Raumecken. Das Objekt ist ein wichtiges Zeugnis für das experimentelle Bauen in den 1920er Jahren, das gerade mit dem Stahlhausbau ganz neue Wege beschritt. Allerdings konnte dieser sich trotz starker Bemühungen um eine breitere Anwendung letztlich nicht durchsetzen. Die Gründe hierfür waren sowohl bautechnischer als auch wirtschaftlicher Art. Die Leipziger Firma Braune & Rothe, die zu den Pionieren des Stahlhausbaues in Deutschland gehörte, ging schon in der Weltwirtschaftskrise Ende der 1920er Jahre ein. Doch haben Versuche oder aufgegebene Lösungsansätze für das Verständnis baulicher Entwicklungen bestimmter Zeiten – wie hier die charakteristische Suche der 1920er Jahre nach neuen Bautechniken in Verbindung mit industrieller Vorfertigung – einen wichtigen Aussagewert. Unter diesen Aspekten erlangt das Wohnhaus baugeschichtliche Bedeutung. | 08974969 |
|                                         | Wegestein | Zweenfurther Straße (Ecke zur Straße Hasenheide) (Karte) | Um 1900 | Granitstele mit Inschrift, verkehrshistorische Bedeutung. Quadratische Granitstele aus dem 19. Jahrhundert mit Inschriften „Zweenfurth“/ „Beucha“/ „Brandis“. Wegestein als Zeugnis der verkehrstechnischen Erschließung des ländlichen Raumes von verkehrsgeschichtlicher Bedeutung. | 08974962 |

### Ehemaliges Denkmal (Beucha)
| Bild                                    | Bezeichnung                                | Lage               | Datierung                 | Beschreibung | ID       |
| --------------------------------------- | ------------------------------------------ | ------------------ | ------------------------- | --- | -------- |
| Direkt Bild zu diesem Denkmal hochladen | Auszugshaus eines ehemaligen Dreiseithofes | Dorfring 9 (Karte) | 1. Hälfte 19. Jahrhundert | Alte Ortslage Wolfshain, Zeugnis bäuerlicher Bau- und Lebensweise des 19. Jahrhunderts in Lehmbauweise, baugeschichtlich von Bedeutung. Zweigeschossiger, Lehm-Bruchstein-Mischbauweise, insgesamt verputzt, zum Teil Holzfenstergewände im Erdgeschoss, Giebel in Fachwerk, Krüppelwalmdach. Zwischen 2009 und 2013 abgerissen. | 08974978 |

## Polenz
| Bild                                    | Bezeichnung | Lage                                    | Datierung                                                                                      | Beschreibung | ID       |
| --------------------------------------- | --- | --------------------------------------- | ---------------------------------------------------------------------------------------------- | --- | -------- |
| Weitere Bilder                          | Tower (Haus 63a), Fliegerschule (Haus 5), Mannschaftsunterkünfte (Haus 4, 31 und 32), Maschinenhalle (Bahnhof, Haus 23), Bunker und drei Hangars des ehemaligen Militärflughafens Waldpolenz | (Flurstück 261/16) (Karte)              | 1934–1935 (Flughafen); um 1935 (Schutzbauwerk); 1934–1936 (Kaserne)                            | Militärbauten im Stil der 1930er Jahre, Testgelände der Junkers Flugzeug- und Motorenwerke A.G. Dessau, Fliegerschule, 1945 bis 1992 Nutzung durch sowjetische Fliegerkräfte, danach Landeplatz für die allgemeine Luftfahrt, seit 2005 geschlossen, umfangreiche Abbrucharbeiten 2014/15, von bautechnischer, ortshistorischer und militärgeschichtlicher Bedeutung. Um 2012 wurden innerhalb des Kasernengeländes folgende Straßennamen vergeben: Adlerallee, Falkenallee, Habichtring, Milanring, Muldentalring, vielleicht auch Am Alten Flugplatz. - Mannschaftsunterkunft (Haus-Nummer 31): zweigeschossiger, verputzter Massivbau, Ziegelsteinsockel, Fenstersohlbänke in Keramik, repräsentativer Eingang in Quarzporphyr, seitlicher Eingang zum Keller in Klinker und Originalgitter, Walmdach mit Fledermausgaube - Maschinenhalle = Bahnhof (Haus-Nummer 23): zweigeschossige Halle, zum Teil Ziegelsteinsichtig, originale Fenster, Flachdach, Rampen mit Betonüberdachung, innen Stahlbetonstützenkonstruktion - Fliegerschule (Haus-Nummer 5): zweigeschossiger, verputzter Massivbau, Sockel in Ziegelstein, Walmdach mit Hecht, verputzte Traufe, winkelförmiger Grundriss - Mannschaftsunterkünfte (Haus-Nummer 4): zweigeschossiger, verputzter Massivbau, Ziegelsteinsockel, Walmdach mit Dachausbauten, im Inneren originale Treppenaufgänge und Kacheln im Flur - Hangar (Haus-Nummer 80): Massivbau, Stahltore, parabolförmiges Dach, innen Stahlskelettkonstruktion des Daches (2012: Abbruchantrag liegt vor) - Hangar (Haus-Nummer ?, dritter Hangar): verputzter Massivbau (ursprünglich grünlich eingefärbter Edelputz), Holztore, Dachkonstruktion in Stahlskelett - Hangar (Haus-Nummer ?, am Tower): verputzter Massivbau, Stahltore, Dachkonstruktion in Stahlskelett - Bunker/Trafobunker: Erdhügel, Eingänge in Klinker, 16 × 5 m, Betonabdeckungen - Tower (Haus-Nummer 63a): ein- bzw. dreigeschossiger, verputzter Massivbau, Ziegelsteinsockel, Klinkertreppen, Vordächer in Beton, Flachdächer in Beton, Toweraufbau als Holzkonstruktion Abbruch 2014/2015: - Kommandanturhaus (Haus-Nummer 22): eingeschossiger, verputzter Massivbau, Ziegelsteinsockel, originale Fenster und Tür, originale Treppen, rückwärtig Altan, steiles Satteldach mit Gauben - Unterkünfte (Haus-Nummer 20): eingeschossiger, verputzter Massivbau, Ziegelsteinsockel, Satteldach mit Dachausbauten, originale Fenster und Türen sowie Fenster- und Türläden - Unterkunft (Doppelhaus) (Haus-Nummer 16 und 18): eingeschossiger, verputzter Massivbau, Ziegelsteinsockel, Satteldach mit Dachausbauten, originale Fenster und Türen sowie Fenster- und Türläden - Unterkünfte (Haus-Nummer 17, 19, 21): zweigeschossige, verputzte Massivbauten, Ziegelsteinsockel, aufwändige Eingänge mit Relieffiguren, Walmdach mit Fledermausgaube, originale Türen und Fenster - Offizierskasino (Haus-Nummer 26): eingeschossiger, verputzter Massivbau, Bruchsteinsockel, Terrasse mit Bruchsteinmauer, Bruchsteintürgewände, Fenstersohlbänke in Quarzporphyr, Putztraufe, Walmdach mit Dachausbauten, im Inneren mehrere Säle - Mannschaftsunterkunft (Haus-Nummer 30 und 32): zweigeschossiger, verputzter Massivbau, Ziegelsteinsockel, Fenstersohlbänke in Keramik, repräsentativer Eingang in Quarzporphyr (Eingangsgestaltung anders als Haus-Nummer 31), seitlicher Eingang zum Keller in Klinker und Originalgitter, Walmdach mit Fledermausgaube, Haus-Nummer 30 2014/2015 abgebrochen - vermutlich Kasino (Haus-Nummer 11): eingeschossiger, verputzter Massivbau, Bruchsteinsockel, Terrasse mit Bruchsteinmauer, originalen Fenstern, Fenstersohlbänke in Quarzporphyr, Holztraufe, Walmdach mit Hecht, winkelförmiger Grundriss, originaler Putz | 08974905 |
| Weitere Bilder                          | Kirche mit Ausstattung, Kriegerdenkmal für die Gefallenen des Ersten Weltkrieges auf dem Kirchhof sowie Trebra-Lindenausche Familiengruft an der Kirche.                                     | Klingaer Straße (hinter Nr. 16) (Karte) | 1722–1725 (Kirche); 1878 (Kanzel, Taufe und Orgel); 1880er Jahre (Altarbild)                   | Barocke Saalkirche mit eingezogenem, polygonalem Chor und Westturm, von baugeschichtlicher und ortshistorischer Bedeutung. - Kirche: Saalkirche, verputzter Massivbau, polygonaler Chor, Walmdach, Westturm auf quadratischem Grundriss mit Zeltdach, Anbauten - Trebra-Lindenausche Familiengruft, bezeichnet mit 1881 (Eisenplatte): Eisengittereinfriedung - Einfriedung des Kriegerdenkmals: zwei Lindenanpflanzungen und niedrige Bruchsteinmauer als Einfriedung | 08974909 |
| Direkt Bild zu diesem Denkmal hochladen | Pfarrhaus mit Scheune, Einfriedung und Toreinfahrt | Klingaer Straße 14 (Karte)              | Um 1800                                                                                        | Pfarrhaus schlichter Putzbau mit Krüppelwalmdach, von ortsgeschichtlicher und bauhistorischer Bedeutung. - Pfarrhaus: zweigeschossiger, verputzter Massivbau, Fenster- und Türgewände in Porphyrtuff, originale Eingangstür, einfach profilierte Traufe, Krüppelwalmdach mit Biberschwanzdeckung und Fledermausgaube - Scheune: eingeschossiger verputzter Massivbau, Krüppelwalmdach, originale Tore | 08974908 |
| Direkt Bild zu diesem Denkmal hochladen | Spritzenhaus | Klingaer Straße 17 (Karte)              | Mitte 19. Jahrhundert                                                                          | Ortsbildprägender Fachwerkbau von ortshistorischer Bedeutung. Zweigeschossig, Erdgeschoss massiv mit Toreinfahrt, Obergeschoss Fachwerk, Krüppelwalmdach, originale Fenster. | 08974907 |
| Weitere Bilder                          | Herrenhaus des Rittergutes | Parkstraße 13 (Karte)                   | Ende 19. Jahrhundert, im Kern älter                                                            | Baugeschichtlich und ortshistorisch bedeutender Neorenaissancebau mit älterem Kern. Zweigeschossiger, verputzter Massivbau, verwinkelter Grundriss, mehrere Risalite, Fenstergewände in Sandstein, reich profilierte Traufe in Sandstein und Holz, Walmdach zum Teil Mansarddach, mehrere Zwerchgiebel (Verzierungen und Gesimse in Sandstein). | 08974911 |
|                                         | Wohnstallhaus, zwei Seitengebäude, Scheune, Hofpflasterung, Göpelbahn (auf Rückseite der Scheune), Waschhaus sowie Einfriedung mit Toranlage eines Dreiseithofes                             | Straße der Einigkeit 4 (Karte)          | 1799/1800 Dendro (Wohnstallhaus); um 1840 (Scheune); 2. Hälfte 19. Jahrhundert (Seitengebäude) | Wohnhaus Fachwerkbau mit Krüppelwalmdach, Seitengebäude und Scheune Massivbauten in Bruchstein- und Ziegelmauerwerk, heimat- und baugeschichtlich von Bedeutung. Dreiseithof in regional- und zeittypischer Bauweise, bestehend aus Wohnstallhaus, zwei Seitengebäuden und Scheune, Einfriedung, Hofpflaster und Göpelbahn sowie das ehemalige Waschhaus ergänzen den historischen Baubestand. - Wohnstallhaus: zweigeschossig, Erdgeschoss massiv, Obergeschoss Fachwerk, ursprünglich wohl insgesamt verputzt, Holzfenstergewände im Obergeschoss, Krüppelwalmdach, Holztraufe, jüngere Abseite, massiv, verbrettert, ursprünglich verputzt, errichtet 1800 - westliches Seitengebäude, an das Wohnhaus anschließend: zweigeschossig, ehemals als Stall genutztes Erdgeschoss in Bruchsteinmauerwerk, Obergeschoss mit Futterböden in Ziegel, ursprünglich verputzt, Satteldach mit Fledermausgauben, Stall mit preußischen Kappen auf gusseisernen Stützen - Scheune: zweitorig, Bruchsteinmauerwerk, Aufstockung von 1906 in gelben Ziegeln, Gebäude einst insgesamt verputzt, Sandsteingewände, im östlichen Teil der Scheune ehemals Stallnutzung - östliches Seitengebäude: anderthalbgeschossiger Massivbau, verputzt, Satteldach, an der zugewandten Seite einst Auszug, abgewandter Bereich wirtschaftliche Nutzung, in jüngerer Zeit Garagenfunktion - Waschhaus (westlich des westlichen Seitengebäudes): kleiner verputzter Massivbau mit Pultdach, um 1900, Schuppenanbau - Einfriedung mit Toranlage: gelbe Klinker, teils über Bruchsteinsockel, Vorgartenbereich mit schmiedeeisernem Zaun - Hofpflaster: Wildpflaster in Naturstein Die in ihrer gewachsenen Struktur weitgehend authentisch erhaltene Hofanlage ist ein Zeugnis der bäuerlichen Bau- und Lebensweise im 19. Jahrhundert am Ort und in der Region. In dem historischen Baubestand des Dreiseithofes dokumentiert sich exemplarisch die bauliche Entwicklung, Ausprägung und Funktion einer bäuerlichen Wirtschaft in der Vergangenheit. Damit verkörpert das Objekt einen wichtigen Aussagewert zur Heimat- und Baugeschichte. Wohnstallhaus (Dendrodaten Winter 1799/1800), Seitengebäude und Scheune etwas jünger (Mitte bis zweite Hälfte 19. Jahrhundert), teilweise spätere Veränderungen. | 08974906 |
| Direkt Bild zu diesem Denkmal hochladen | Ehemaliges Wirtschaftsgebäude des Rittergutes | Straße der Einigkeit 7a (Karte)         | 1. Hälfte 19. Jahrhundert                                                                      | Mit Bohlenbinderdach, baugeschichtlich interessant, als ehemaliger Teil des Rittergutes von ortshistorischer Bedeutung. Zweigeschossiger verputzter Massivbau, zum Teil noch originale Putzgliederung, ursprünglich Fensterfaschen, reich profiliertes Hauptgesims, kielbogenförmiges Dach, zum Hof Porphyrtuffportal. | 08974910 |

## Tabellenlegende
- Bild: Bild des Kulturdenkmals, ggf. zusätzlich mit einem Link zu weiteren Fotos des Kulturdenkmals im Medienarchiv Wikimedia Commons. Wenn man auf das Kamerasymbol klickt, können Fotos zu Kulturdenkmalen aus dieser Liste hochgeladen werden:
- Bezeichnung: Denkmalgeschützte Objekte und ggf. Bauwerksname des Kulturdenkmals
- Lage: Straßenname und Hausnummer oder Flurstücknummer des Kulturdenkmals. Die Grundsortierung der Liste erfolgt nach dieser Adresse. Der Link (Karte) führt zu verschiedenen Kartendiensten mit der Position des Kulturdenkmals. Fehlt dieser Link, wurden die Koordinaten noch nicht eingetragen. Sind diese bekannt, können sie über ein Tool mit einer Kartenansicht einfach nachgetragen werden. In dieser Kartenansicht sind Kulturdenkmale ohne Koordinaten mit einem roten bzw. orangen Marker dargestellt und können durch Verschieben auf die richtige Position in der Karte mit Koordinaten versehen werden. Kulturdenkmale ohne Bild sind an einem blauen bzw. roten Marker erkennbar.
- Datierung: Baubeginn, Fertigstellung, Datum der Erstnennung oder grobe zeitliche Einordnung entsprechend des Eintrags in der sächsischen Denkmaldatenbank
- Beschreibung: Kurzcharakteristik des Kulturdenkmals entsprechend des Eintrags in der sächsischen Denkmaldatenbank, ggf. ergänzt durch die dort nur selten veröffentlichten Erfassungstexte oder zusätzliche Informationen
- ID: Vom Landesamt für Denkmalpflege Sachsen vergebene, das Kulturdenkmal eindeutig identifizierende Objekt-Nummer. Der Link führt zum PDF-Denkmaldokument des Landesamtes für Denkmalpflege Sachsen. Bei ehemaligen Kulturdenkmalen können die Objektnummern unbekannt sein und deshalb fehlen bzw. die Links von aus der Datenbank entfernten Objektnummern ins Leere führen. Ein ggf. vorhandenes Icon  führt zu den Angaben des Kulturdenkmals bei Wikidata.